# Монгольская Народная Республика
Монго́льская Наро́дная Респу́блика (МНР; монг. Бүгд Найрамдах Монгол Ард Улс?, ᠪᠦᠭᠦᠳᠡ
ᠨᠠᠶᠢᠷᠠᠮᠳᠠᠬᠤ
ᠮᠣᠩᠭᠣᠯ
ᠠᠷᠠᠳ
ᠤᠯᠤᠰ?) — социалистическое государство в Восточной Азии, существовало с 1924 года по 1992 год. Высшим органом народной власти являлся Великий народный хурал.

## История МНР

### Создание МНР

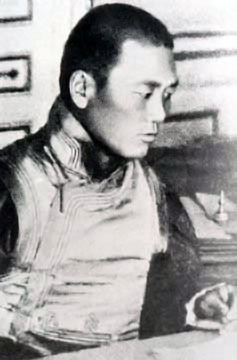
Дамдин Сухэ-Батор

29 декабря 1911 года Внешняя Монголия провозгласила свою независимость от империи Цин. Страну возглавил теократический правитель Богдо-гэгэн VIII. В период 1911—1921 годов Монголия под управлением Богдо-хана была непризнанным государством, протекторатом  Российской империи, автономией в составе Китая. Летом 1919 года китайские войска ликвидировали монгольскую автономию, однако в 1921 году они были изгнаны войсками Азиатской конной дивизии под командованием Романа Фёдоровича фон Унгерн-Штернберга, действовавшего с санкции Богдо-гэгэна.
Российская империя поддерживала стремление монголов к независимости от Китая, поэтому борцы за независимость Монголии, состав которых был весьма пёстрым — от дворян и лам до мелких скотоводов-аратов — ориентировались на Россию. Часть их (в частности, Содномын Дамдинбазар, позднее перешедший на просоветские позиции) поддержала барона Унгерна, однако большинство ориентировалось на Советскую Россию, хотя по-разному видело взаимоотношения с ней. В октябре 1920 года в РСФСР приехала монгольская делегация, надеявшаяся на поддержку побеждавших в Гражданской войне «красных русских» в вопросе о независимости Монголии. В тот период советское руководство рассматривало Монголию как «трамплин» для экспорта революции в Китай и далее по всей Азии, и не ставило целью поддержку борьбы монголов за независимость. Через несколько лет после встречи ряд членов делегации (Бодоо, Данзан и др.) были объявлены «контрреволюционерами», поэтому в монгольской историографии имена членов делегации обычно не упоминались.
После того, как китайские войска покинули Маймачен, 1-3 марта 1921 года там был проведён учредительный съезд Монгольской народной партии. 13 марта на совещании представителей МНП, партизанских отрядов и аратства в северных районах Монголии, находившихся под контролем отрядов МНП, было создано Временное народное правительство, 10 июля 1921 года переименованное в Народно-Революционное Правительство, открыто провозгласившее союз с Советской Россией. Премьер-министром и министром иностранных дел в нём стал Догсомын Бодоо, бывший лама. 11 июля страна была объявлена ограниченной монархией во главе с Богдо-гэгэном.
1 ноября 1921 года правительство приняло так называемый «Клятвенный договор», которым Богдо-гэгэн фактически лишался права влиять на важные государственные решения. 30 октября открылся Малый Хурал, являвшийся совещательным органом при правительстве. В состав этого органа входили министры и их заместители, представители аратов, князья и представители ламаистского духовенства. 5 ноября 1921 года между правительством РСФСР и монгольским народным правительством было подписано соглашение об установлении добрососедских отношений. После смерти Богдо-гэгэна монархия была ликвидирована и 26 ноября 1924 года была провозглашена Монгольская Народная Республика, принята конституция, провозглашавшая высшим органом государственной власти Великое Народное Собрание, созываемое один раз в год и избираемое районными собраниями, между его сессиями — Малое Народное Собрание, избираемое Великим Народным Собранием, между сессиями последнего — Президиум Малого Народного Собрания, исполнительным органом — Совет министров, местными органами государственной власти — собрания (хуралы).
Войска РККА по просьбе правительства Монголии должны были оставаться на её территории вплоть до 1926 года. Однако правительство СССР поставило вопрос о выводе частей Красной Армии с территории Монгольской Народной Республики. В ноте правительства СССР от 24.1.1925 года говорилось: «Правительство СССР считает, что пребывание советских войск в пределах Монгольской Народной Республики уже не вызывается необходимостью».

### 1920—1930-е годы
В развитии МНР советские историки выделяли два основных этапа: этап демократических преобразований (1921—1940) и этап социалистических преобразований (1940—1990).

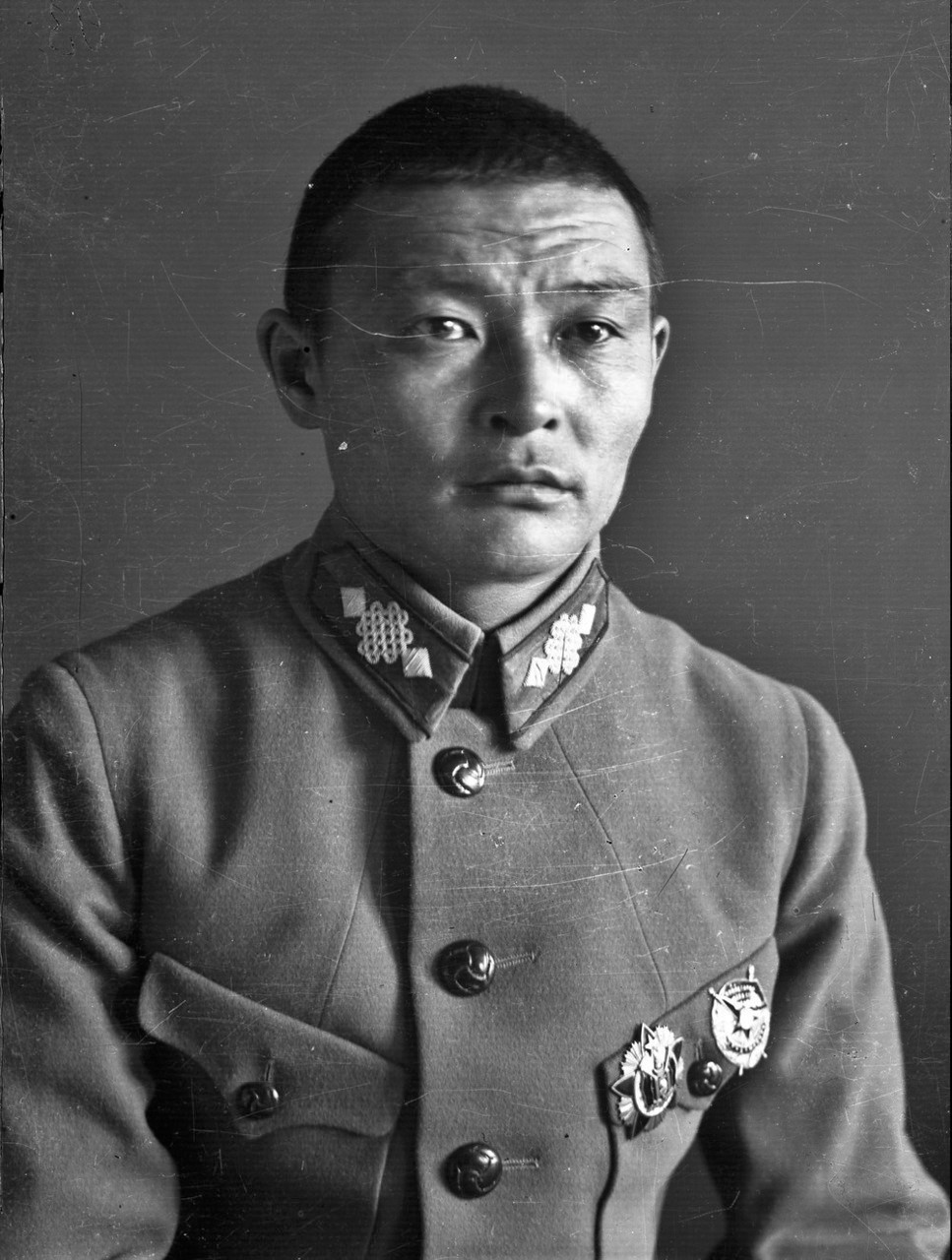
Командующий армией МНР и председатель СНК Хорлогийн Чойбалсан

В 1924 году на III съезде МНРП путь капиталистического развития был признан неприемлемым для Монголии, была провозглашена генеральная линия партии на некапиталистическое развитие страны. 
На IV съезде МНРП (1925 год) была принята Программа партии, в которой была поставлена задача ликвидации класса феодалов, завоевания экономической независимости страны, создания экономических предпосылок для строительства социализма, преодоления культурной отсталости и религиозно-феодальной идеологии. МНРП как руководящая политическая сила в стране последовательно проводила программу в жизнь. Монголия взяла курс на социалистические преобразования, ориентируясь при этом на мероприятия, проводимые в СССР. 
Первой Конституцией МНР 1924 года были ликвидированы феодальные земельные владения. Осуществлялась ликвидация феодальной налоговой системы и обложение налогами феодалов.
К началу 1920-х годов Монголия находилась в полной экономической зависимости от иностранных компаний. В 1924 году в стране действовало более 2300 иностранных торговых фирм, их доля в торговом обороте составляла более 90 %. Для развития собственной экономики правительство МНР установило государственную монополию на внешнюю торговлю, были аннулированы долги иностранным торговцам и банкирам. Ходившая в стране иностранная валюта была изъята из обращения, в результате денежной реформы в декабре 1925 была введена национальная валюта — тугрик. При активной экономической и организационно-технической поддержке СССР были приняты меры по перестройке экономики МНР на социалистических началах. Были организованы потребительская кооперация и государственная торговля, на акционерных началах с Советским Союзом был образован торгово-промышленный банк.
К моменту революции 1921 года в стране насчитывалось 747 буддистских монастырей и 120 тыс. монахов и священников (при общем населении страны в 650 тыс. чел.)
В 1926 году в МНР был принят Закон об отделении церкви от государства, в котором отмечалось, что «наше правительство сочувственно относится к религии Блаженного Сакья-муни, поэтому оно в пределах закона твёрдо защищает дело соблюдения, изучения и распространения данного учения», но упразднялись привилегии высших чинов буддийского духовенства, — хубилганов и хамбо, — и предписывалось каждый раз для отыскания нового перерождения того или иного хутухты ходатайствовать перед правительством. Вскоре после этого МНРП и Ревсомол повели активную борьбу за обмирщение представителей буддийского духовенства.
В 1929 году в стране практически одновременно с СССР была начата коллективизация. В 1929—1931 годах у крупных феодалов был изъят скот и имущество. Для крупных хозяйств была введена прогрессивная шкала налоговых выплат, что приводило к массовому разорению индивидуальных хозяйств. В свою очередь, государство поддерживало хозяйства бедных и средних аратов, предпринимало меры на повышение товарности их хозяйств. Поощрялись как простейшие формы трудовой кооперации (товарищества по совместному выпасу скота, сенокошению, строительству помещений для скота и другие), так и создание государственных хозяйств. При этом имели место случаи насильственной коллективизации. Шла ликвидация частной торговли и кустарных промыслов. Предпринимались попытки закрытия буддийских монастырей.
В 1930 году было объявлено о раскрытии заговор лам. Манджушри-хутухта Цэрэндорж, Егузээр-хутухта Галсандаш, Эрэгдэндагва, Гомбоидшин, Дилова-хутухта Жамсранжав и другие священнослужители были обвинены в том, что они обратились в Пекин с просьбой водворить в страну Богдо-гэгэна IX, уничтожив МНРП и прекратив обмирщение ламства. 
К этому времени около 10 тыс. лам уже ушло из монастырей. Эти процессы вызывали недовольство зажиточных аратов, нойонов и ламства, вылившееся в апреле 1932 года в Хубсугульское восстание, подавленное лишь через полгода. Восемнадцать руководителей восстания, среди которых были как представители феодально-теократической знати (например, Чимэдийн Самбуу), так и простые араты (например, Батболдын Тугж) на публичном судебном разбирательстве были приговорены к смертной казни и расстреляны.
16 мая 1932 года Политбюро ЦК ВКП(б) приняло решение «О Монголии». Руководители Монголии, в частности, первый секретарь ЦК МНРП З. Шижээ были подвергнуты критике за то, что «слепо копировали политику советской власти в СССР». Им было предложено «усвоить политику, соответствующую буржуазно-демократической республике», то есть отказаться от сплошной коллективизации, ликвидации частной торговли и атак на монастыри. 
Руководству МНР пришлось пойти не только на кадровые перестановки и корректировку политического курса, но и принять решение об отказе МНРП от руководства государственной властью. В результате численность партии в течение последующих двух лет сократилась в 5 раз.
С начала 1930-х годов в МНР начала формироваться национальная фабрично-заводская промышленность. Наряду с госпредприятиями создавались объединившие кустарей кооперативные артели, ставшие важной подотраслью промышленности.
В конце 1934 года в Монголии насчитывалось 843 главных буддистских монастыря, около 3000 храмов и часовен и 6000 других строений, принадлежащих монастырям. Монахи составляли 48 % взрослого мужского населения.
27 ноября 1934 года МНР заключила соглашение с СССР, предусматривающее «…взаимную поддержку всеми мерами в деле предотвращения и предупреждения угрозы военного нападения, а также оказания друг другу помощи и поддержки в случае нападения какой-либо третьей страны на МНР и СССР».
23 января 1936 года правительство МНР приняло ряд мер по укреплению обороноспособности страны, одной из которых явилось решение Президиума ЦК МНР — обратиться к СССР с просьбой об оказании военной помощи. Выполняя свои обязательства, руководство СССР направило в Монголию части РККА (смотреть статью Советские войска в Монголии).
Воспользовавшись тем, что глава правительства Монголии Пэлжидийн Гэндэн утратил доверие Сталина (в частности, из-за того, что отказался провести массовые репрессии против буддийских монахов и форсировать введение централизованной экономики), в 1936 году его первый заместитель Хорлогийн Чойбалсан добился отстранения Гэндэна от власти. Чойбалсан, бывший в 1937—1950 военным министром, в 1936—1940 министром внутренних дел, до 1939 года формально не занимал высшей должности в государстве, правительстве или партии, однако фактически уже в 1936 г. стал диктатором и провёл массовые репрессии, уничтожив не только своих противников в партии, но также бывших аристократов, монахов и многие другие «нежелательные категории». В этом он следовал Сталину, на встречах с монгольскими руководителями рекомендовавшему бороться с контрреволюционерами и «японскими агентами». Масштаб репрессий был колоссален, только в течение 1937—1938 гг. было репрессировано 36 тысяч человек (что составило 5 % населения страны). В результате репрессий в конце 1930-х годов все монастыри были закрыты, их имущество было национализировано, однако только часть строений была использована, подавляющая часть монастырей была разрушена (относительно сохранились только 6). По минимальной оценке, 18 тысяч монахов были казнены. Только в одном из массовых захоронений, обнаруженных у города Мурэн, были найдены останки 5 тысяч расстрелянных монахов (то есть свыше 1 % всего взрослого населения страны на тот период).
В целом, мероприятия по ослаблению феодалов в первые годы после революции 1921 г. носили постепенный характер. Они ускорились после кончины Богдо-гэгэна VIII и объявления страны народной республикой. Феодалы лишались административных и судебных функций, была ликвидирована законодательная основа их власти. В период «левого уклона» (1929–1932 гг.) давление усилилось, имущество конфисковалось, феодалы и их родственники лишались некоторых гражданских прав. Массовое недовольство населения привело к резкому увеличению числа восстаний. Во время крупнейшего народного восстания 1932 г. в некоторых районах повстанцы смогли ненадолго восстановить отдельные феодальные структуры. Через несколько лет после победы над ними и проведения «нового курса» в МНР начались массовые репрессии по сталинскому образцу, достигшие кульминации в 1937 г. Ламы и бывшие феодалы стали одним из их главных объектов, хотя к тому времени уже потеряли власть и её материальную базу.

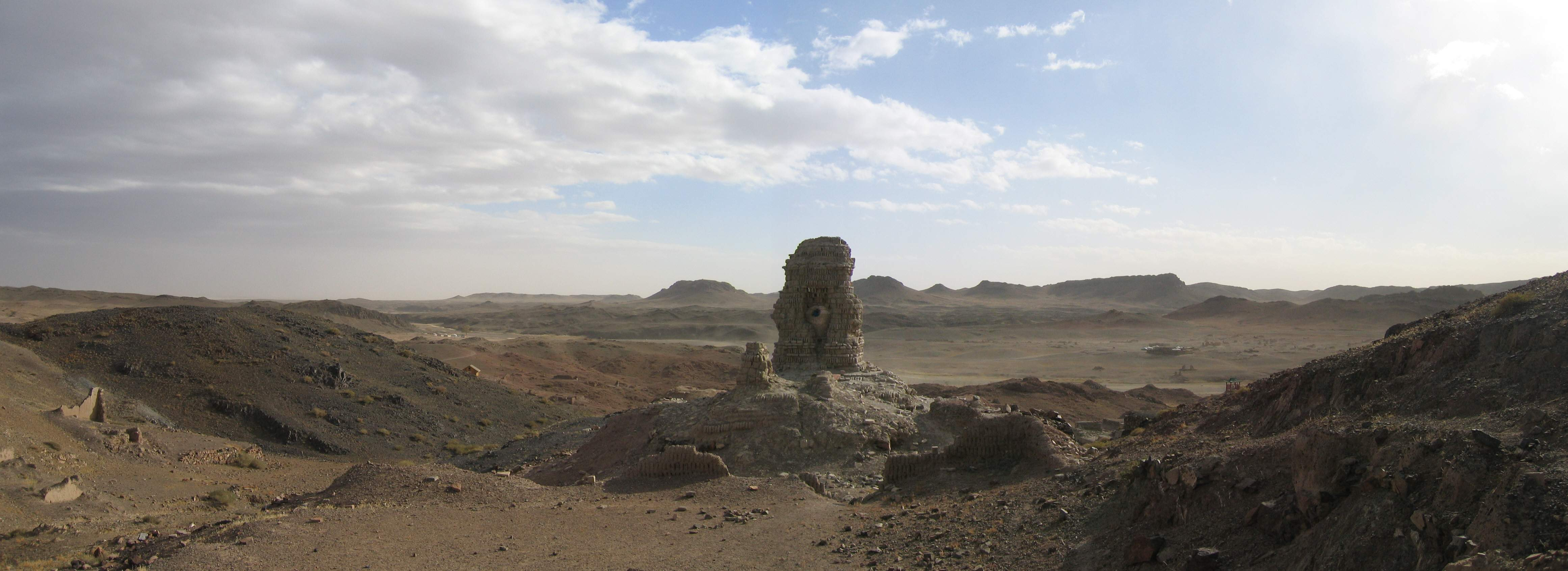
Панорама руин монастыря Онгийн Хийд

К 1940 году государственная и кооперативная промышленность давала около 20 % суммарной продукции промышленности и сельского хозяйства. В 1940 году по сравнению с 1932 годом объём валовой продукции промышленности возрос в 22 раза.

### 1940-е
В 1940 году на X съезде МНРП была принята третья Программа партии, в которой констатировалось создание основ социалистического уклада и предусматривала создание материально-технической базы социализма. В этом же году была принята новая Конституция, не внесшая значительных изменений в политическую систему — Великое Народное Собрание стало созывать не раз в год, а один раз в три года, Малое Народное Собрание стало собираться один раз в год, местные органы государственной власти стали называться собрания трудящегося народа, при этом районные собрания трудящегося народа стали также созываться раз в три года и избирали Малые Собрания Трудящегося Народа, собиравшиеся в свою очередь два раза в год, сельские и уличные собрания трудящегося народа стали представлять собой общее собрание избирателей села или улицы.
По примеру СССР был осуществлён переход к долгосрочному планированию народного хозяйства: с 1941 года народное хозяйство развивалось на основе годовых, а с 1948 года — пятилетних планов.
С началом Великой Отечественной войны МНР начала поставлять в СССР все необходимое для ведения военных действий. В октябре 1941 года МНР отправила в Советский Союз первый эшелон с продуктами питания, полушубками, солдатскими ремнями, шерстяными свитерами, одеялами, меховыми жилетами, а также перчатками и рукавицами. Эшелон сопровождала делегация трудящихся во главе с заместителем премьер-министра Лубсаном и секретарем ЦК МНР Янжимой. Они побывали в частях и подразделениях Западного фронта и были приняты командованием.
В январе 1942 года сессия Малого хурала МНР постановила приобрести танковую колонну имени «Революционной Монголии», которую преподнести в качестве подарка доблестной Красной Армии Советского Союза, а также поручить правительству провести необходимую массовую работу среди аратов, рабочих и служащих по разъяснению настоящего решения и организовать сбор средств на танковую колонну имени «Революционной Монголии».
К февралю 1942 года во Внешторгбанк СССР поступило из МНР на постройку танков: тугриков — 2,5 млн, американских долларов — 100 тыс., золота — 300 кг (в советской валюте — 3,8 млн рублей). На эти средства была приобретена танковая колонна в количестве 32 танков Т-34 и 21 танка Т-70. 12 января 1943 года монгольская правительственная делегация передала танки 112-й Краснознамённой танковой бригаде.

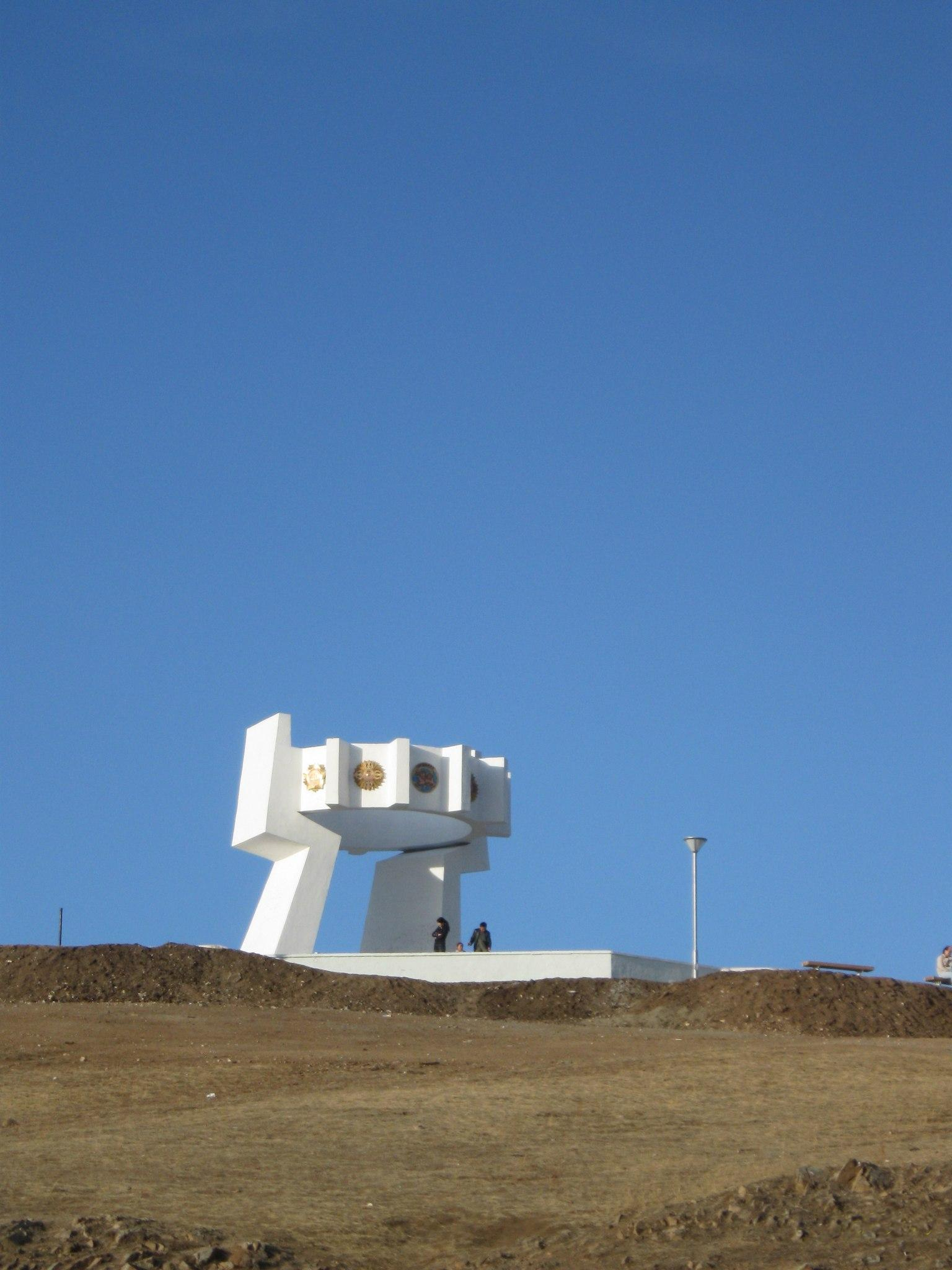
Монумент в честь советско-монгольского братства в Эрдэнэте.

К июню 1942 года в МНР собрали 7,7 млн тугриков, в том числе отправили в СССР на 6,9 млн тугриков различных подарков. В частности, арат Пунцах вместе с другими аратами своего сомона передал в подарок войскам Западного фронта пятьдесят четыре коня. МНР продолжало отдавать в фонд помощи СССР свои сбережения. Рабочий промкооперации Улан-Батора Доржпалан внес 4 тыс. тугриков. Учительница из Улан-Батора, Церенглан внесла 705 тугриков, два золотых кольца, серебряный браслет, меховую доху, ватную куртку и продукты. Эта доха была вручена командиру 112-й танковой бригады Андрею Лаврентьевичу Гетману.
В 1943 году был организован сбор средств на приобретение эскадрильи самолётов «Монгольский арат». 22 июля 1943 года Премьер-министр МНР Чойбалсан направил Верховному Главнокомандующему телеграмму с просьбой принять 2 млн тугриков на строительство 12 боевых самолётов Ла-5 авиаэскадрильи «Монгольский арат». Деньги были перечислены на счет Наркомата финансов СССР. 18 августа Сталин выразил благодарность Монголии. 25 сентября 1943 года на полевом аэродроме станции Вязовая Смоленской области состоялась передача эскадрильи 2-му гвардейскому полку 322-й истребительной авиационной дивизии. В составе авиаэскадрильи воевали Герои Советского Союза Николай Петрович Пушкин, Александр Иванович Майоров, Михаил Евсеевич Рябцев. Монголия также взяла на себя вещевое и продовольственное обеспечение танковой колонны и эскадрильи до конца войны.
За четыре года Великой Отечественной войны Монгольская Народная Республика поставила СССР около 500 тыс. лошадей по условной цене главным образом в счет погашения прежних долгов перед СССР. 32 тысячи лошадей были переданы вооруженным силам СССР в качестве подарков от монгольских крестьян-аратов. Также за годы войны МНР поставила в СССР 64 тыс. тонн шерсти и почти 500 тыс. тонн мяса.
Основными предметами импорта СССР из Монголии являлись крупный и мелкий рогатый скот, конское поголовье, кожсырье, пушно-меховое сырьё, полушубки, шерсть, войлок. С июня 1941 года до конца 1945 г. СССР ввёз из Монголии 0,7 млн голов крупного рогатого скота, мелкого рогатого скота 4,9 млн голов, 0,4 млн лошадей, почти 6 млн штук мелкого кожсырья. Советский Союз расплачивался с Монголией в течение всей войны продовольственными и промышленными товарами.
Со второй половины 1940-х годов развернулись геологоразведочные работы в целях расширения минерально-сырьевой и топливно-энергетической базы промышленности.
В 1949 году была проведена Конституционная реформа — собрания трудящегося народа были упразднены, законодательным органом оставалось Великое Народное Собрание избираемое народом сроком на 4 года, коллективным главой государства становился Президиум Великого Народного Собрания избираемый Великим Народным Собранием сроком на 4 года, исполнительным органом остался Совет Министров, местными представительными органами становились собрания депутатов трудящихся избираемые населением сроком на 2 года, местными исполнительными органами исполнительные управления собраний депутатов трудящихся избираемые собраниями депутатов трудящихся сроком на 2 года.

### 1950—1990-е годы

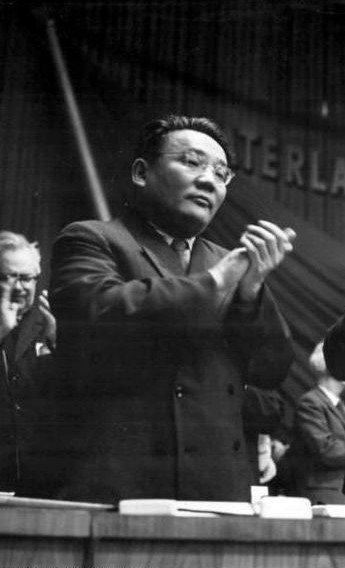
Юмжагийн Цеденбал

В январе 1952 года Чойбалсан умер. В 1952—1984 во главе страны стоял бывший соратник Чойбалсана Юмжагийн Цеденбал. Репрессированные при Чойбалсане были реабилитированы, однако, в отличие от СССР, в Монголии не проводилась кампания критики прошлого, а памятники Чойбалсану не сносились. В это время в политике заметную роль играла жена Цеденбала — Анастасия Цеденбал-Филатова. В 1984 году Цеденбала сменил Жамбын Батмунх. Значительную роль продолжал играть частный сектор: в 1956 году араты-единоличники составляли 61,4 % всего населения страны и им принадлежало
80,9 % всего скота в стране. Под влиянием политики Н. С. Хрущёва в МНР прошла вторая волна коллективизации, а также были кооперированы ремесленники-кустари, было ограничено содержание скота рабочими и служащими городов. В 1960 году в стране было 354 сельскохозяйственных объединения вместо 210 тыс. единоличных аратских хозяйств за десять лет до того, а в сельхозобъединения с общественной собственностью входило 99,3 % хозяйств и 73,3 % поголовья скота.
В 1960 году была принята новая конституция, практически не изменившая политическую систему — собрания депутатов трудящихся были переименованы в собрания народных депутатов, сроки полномочий Великого Народного Собрания и Президиума Великого Народного Собрания увеличены до 5 лет, собраний депутатов трудящихся до 3 лет.
Была поставлена задача превратить МНР из животноводческого в аграрно-индустриальное, а затем — в индустриально-аграрное государство. При этом ставка была сделана на развитие не всех отраслей промышленности. Развивалась легкая и пищевая промышленность, строились предприятия деревообрабатывающей промышленности и строительных материалов. Одним из крупных достижений этого периода явилось развитие зерноводства путём освоения целинных земель.
Валовая продукция государственной и кооперативной промышленности в 1960 году по сравнению с 1940 годом возросла в 5,4 раза, численность работающих — в 2,6 раза, а среднегодовой темп прироста её продукции за этот период составлял 23 %. К 1960 году промышленность МНР выпускала 50 % совокупной продукции сельского хозяйства и промышленности, на неё приходилось 14 % национального дохода.
С начала 1960-х годов начался второй этап индустриализации страны, цель которого была превращение страны в индустриально-аграрную. Ряд ведущих отраслей экономики создавались при помощи совместных с СССР акционерных обществ: Монгольский торгово-промышленный банк — «Монголбанк», автотранспортное предприятие «Монголтранс», шерстеперерабатывающее предприятие «Монголшерсть», Улан-Баторская железная дорога, предприятия «Монголнефть», «Совмонголметалл», строительная организация «Совмонгол-промстрой» и другие.
В результате культурных преобразований в МНР сформировалась новая светская интеллигенция, была ликвидирована неграмотность.
После вступления в силу новой конституции 12 февраля 1992 года МНР стала называться Монголия.

## Государственный строй
Согласно конституции, Монгольская Народная республика являлась социалистическим государством, народной республикой.
Высшим органом государственной власти и единственный законодательный орган был Великое Народное Собрание (Ардын Их Хурал), избиравшийся на 4 года на основе всеобщего прямого избирательного права при тайном голосовании по норме: 1 депутат от 4 тысяч жителей. Великий хурал утверждал конституцию и поправки в неё, определял внутреннюю и внешнюю политику, утверждал планы развития хозяйства страны, государственный бюджет. В период между сессиями Великого хурала высшим органом власти являлся его Президиум.
Высшим исполнительным орган было правительство МНР (Совет Министров), состоящий из премьер-министра МНР, заместителей премьер-министра МНР и министров, образуемое Великим Народным Собранием.

## Правовая система
Судебная система МНР включала Верховный суд, аймачные и городские суды, специальные (по уголовным делам военнослужащих), а также аймачные выездные и районные суды. Прокурор МНР назначался Великим Народным Собранием на 4 года.

## Экономика
Денежная единица — тугрик (22 копейки СССР, 0,222168 грамм золота), был представлен:
- медно-алюминиевыми (позднее — алюминиевыми) монетами номиналом в 1, 2, 5 мунгу (мунгу — 1/100 тугрика)
- медно-никелевыми монетами номиналом в 10, 15, 20 мунгу, позднее также — 50 мунгу и 1 тугрик[18]
- билетами Государственного банка МНР номиналом в 1, 3, 5, 10, 25, 50 и 100 тугриков[19] эмитировались Государственным банком Монголии[20]

## Внешняя политика
Первые двадцать лет существования МНР подвергалась угрозе вторжения сначала китайских, а затем японских войск из Маньчжурии. В ноябре 1934 года между МНР и СССР было заключено устное соглашение о взаимной помощи в случае нападения на одну из сторон. В марте 1936 года был подписан советско-монгольский протокол о взаимной помощи. В соответствии с этим протоколом, Красная армия совместно с МНА отразили агрессию японских войск, в мае-августе 1939 года вторгшихся на территорию МНР в районе реки Халхин-Гол. Таким образом основным торговым, военным и политическим партнёром МНР на протяжении 70 лет являлся СССР.
При поддержке СССР и социалистических стран Монголия в 1961 году стала членом ООН, после многократных попыток, продолжавшихся с 1946 года. В 1962 году МНР вступила в СЭВ.
С западными странами МНР отношений практически не имела. В январе 1963 года Великобритания стала первой западной страной, которая установила дипломатические отношения с МНР. Затем дипломатические отношения установили Египет (02.04.1963), Австрия (01.07.1963), Финляндия (15.07.1963), Швейцария (22.05.1964), Франция (27.04.1965), Япония (24.02.1972) и другие. Страну посещали представители левой, зарубежной интеллигенции: Фредерик Жюлио-Кюри, Пабло Неруда, Николас Гильен, Жоржи Амаду, Дин Рид в рамках движения борьбы за мир. МНР поддерживала связи с африканскими и азиатскими странами социалистической ориентации, и национально-освободительными движениями в частности СРВ, Народно-Демократической республикой Лаос, СРВ, Народной Республикой Мозамбик и СВАПО-Намибией и другими.

## Административное деление
Территория МНР делилась на 18 аймаков (монг. аймаг) и два города центрального подчинения (Улан-Батор и Дархан):
| Аймаки                   | Территория, тыс. км² | Административный центр |
| ------------------------ | -------------------- | ---------------------- |
| Архангай                 | 55                   | Цэцэрлэг               |
| Баян-Улгий               | 46                   | Улэгэй                 |
| Баянхонгор               | 116                  | Баян-Хонгор            |
| Булганский аймак         | 49                   | Булган                 |
| Гоби-Алтайский аймак     | 142                  | Алтай                  |
| Восточно-Гобийский аймак | 111                  | Сайншанд               |
| Восточный аймак          | 122                  | Чойбалсан              |
| Среднегобийский аймак    | 78                   | Мандалгоби             |
| Дзабханский аймак        | 82                   | Улясутай               |
| Увэр-Хангайский аймак    | 63                   | Арбай-Хэрэ             |
| Южно-Гобийский аймак     | 165                  | Далан-Дзадагад         |
| Сухэ-Баторский аймак     | 82                   | Барун-Урт              |
| Селенгинский аймак       | 43                   | Сухэ-Батор             |
| Центральный аймак        | 81                   | Зуунмод                |
| Убсунурский аймак        | 69                   | Улангом                |
| Кобдоский аймак          | 76                   | Кобдо                  |
| Хубсугульский аймак      | 101                  | Мурэн                  |
| Хэнтэйский аймак         | 82                   | Ундэр-Хан              |
| Улан-Батор               | 2                    | —                      |
| Дархан                   | 0,2                  | —                      |

Районы делились на волости (сомоны) и города, города могли делиться на городские районы (хороны). Местными представительными органами являлись собрания народных депутатов, избираемые на 3 года. Местными исполнительно-распорядительными органами являлись исполнительные управления избираемые собраниями народных депутатов.

## Республика в филателии

Почтовые марки СССР
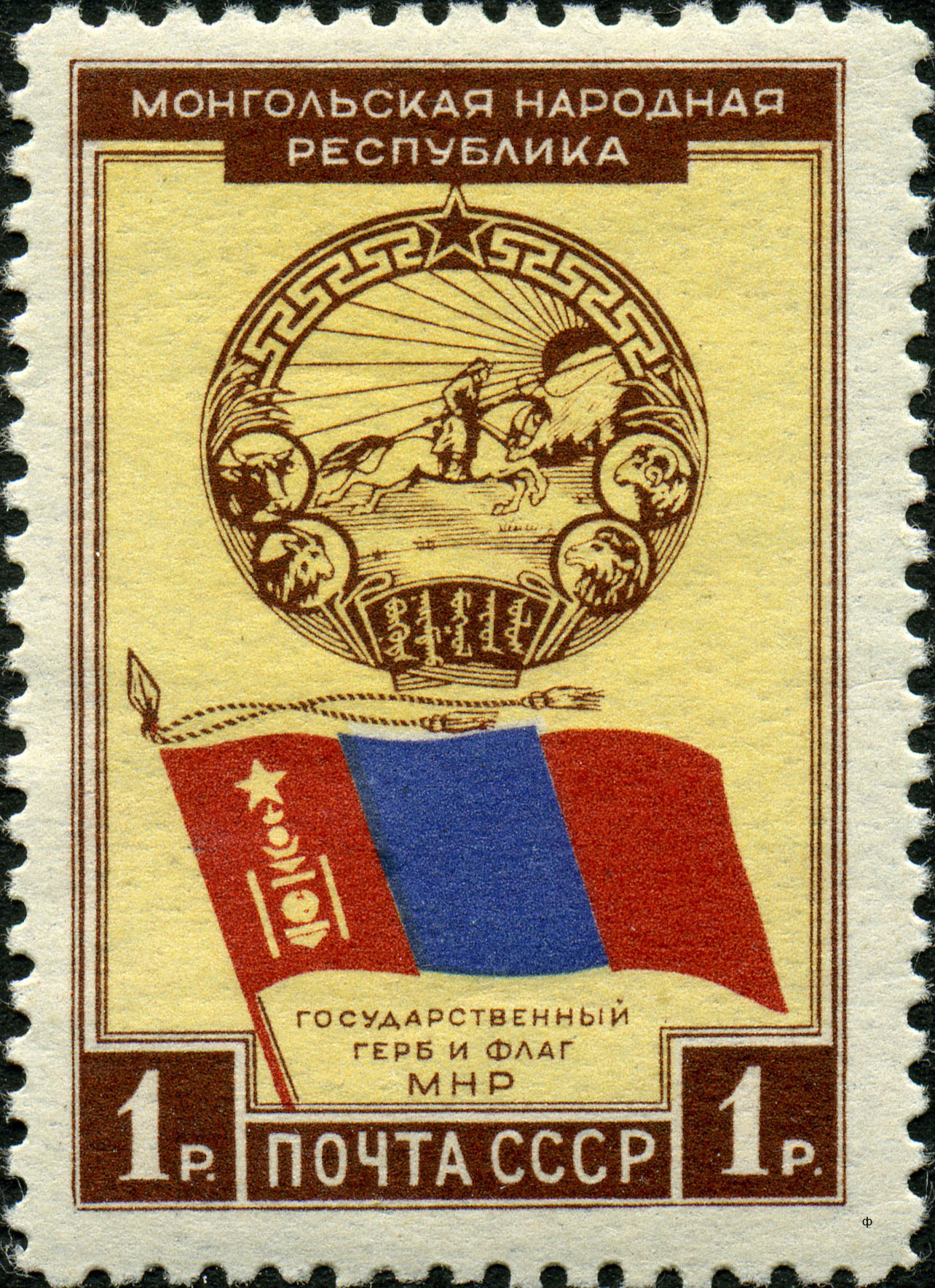
Герб и флаг МНР
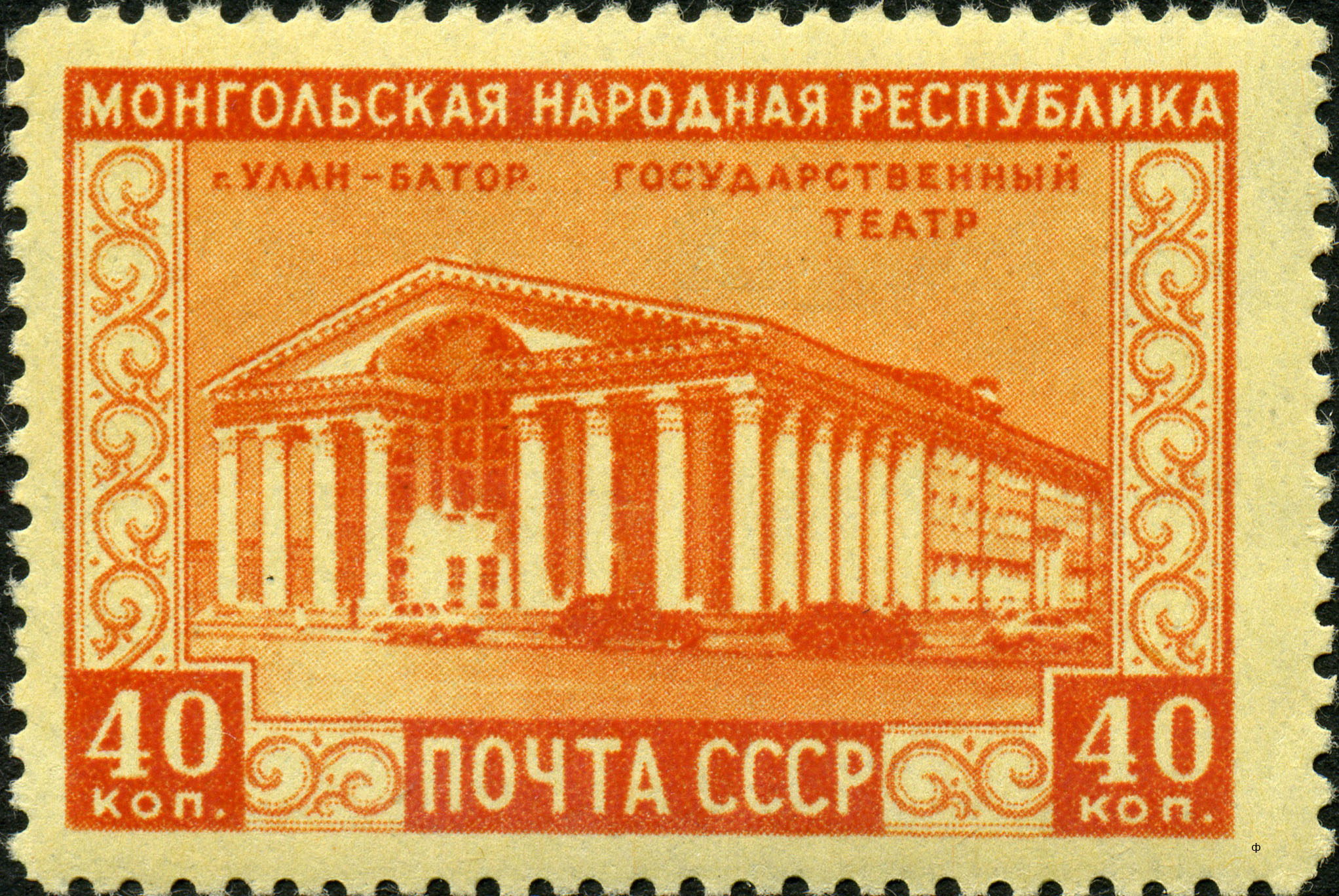
Государственный театр в Улан-Баторе
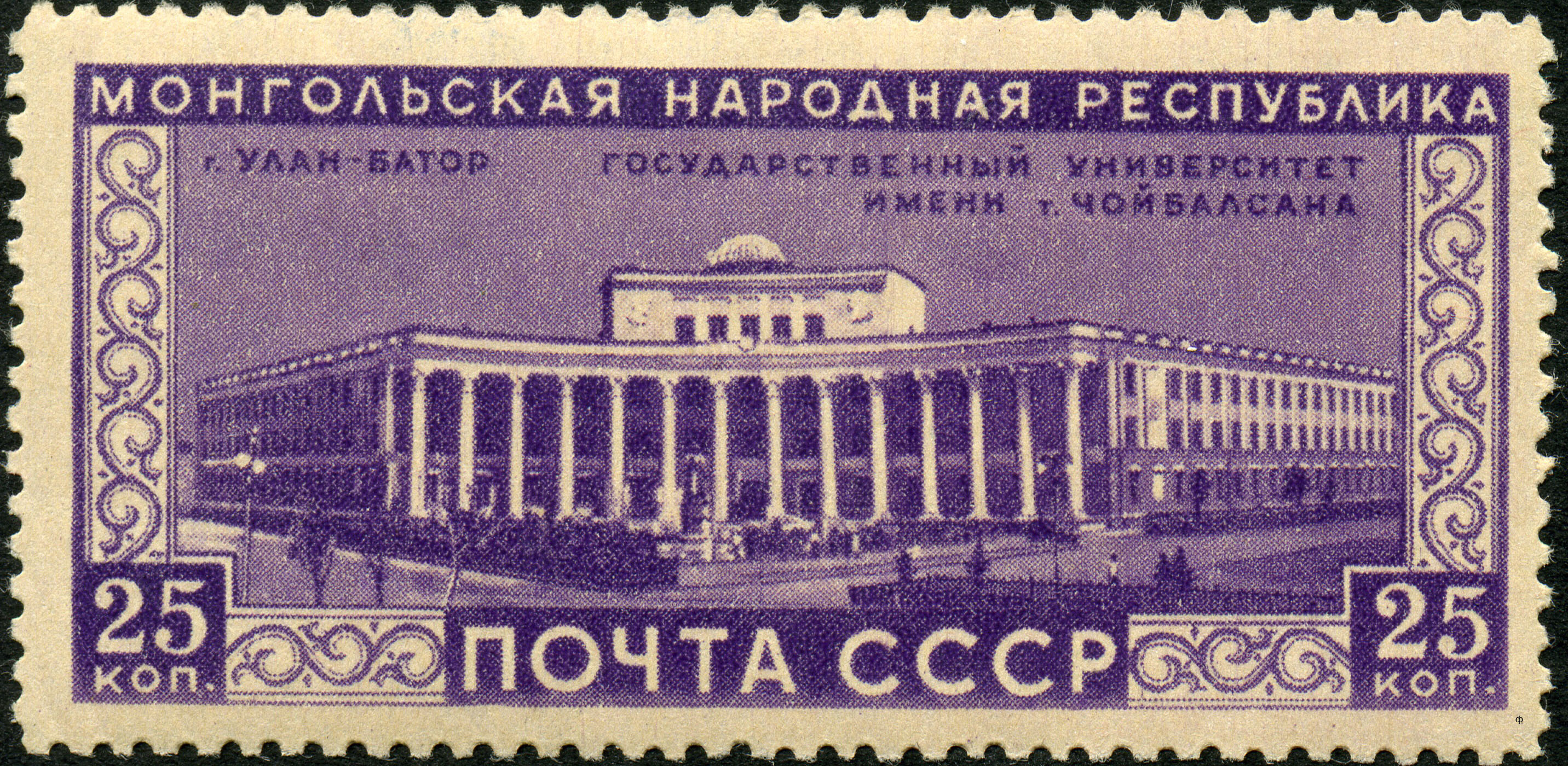
Государственный университет им. Чойбалсана
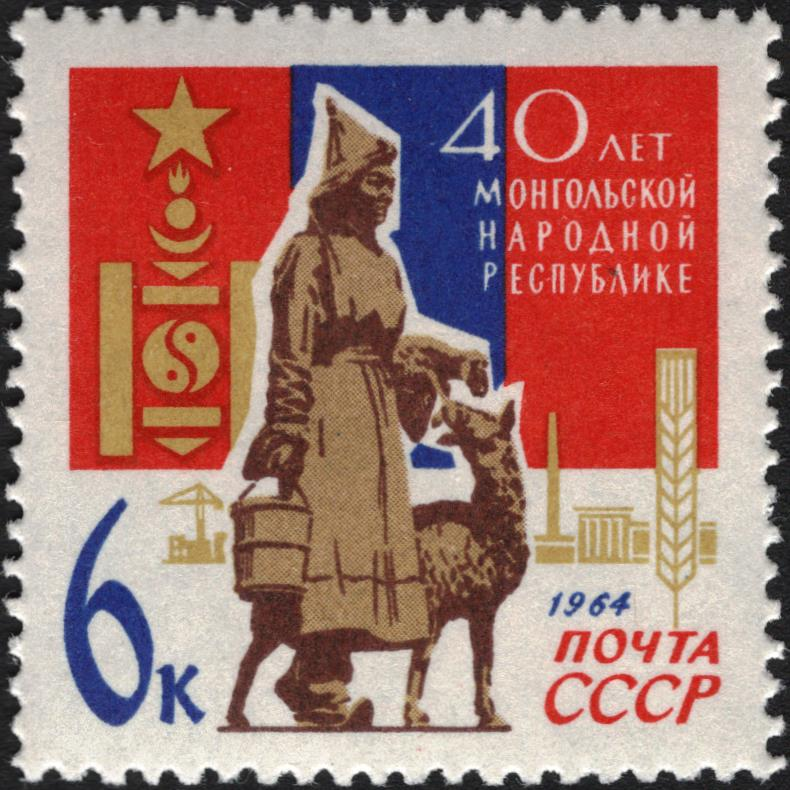
Почтовая марка СССР, 1964 год. 40 лет Монгольской Народной Республике
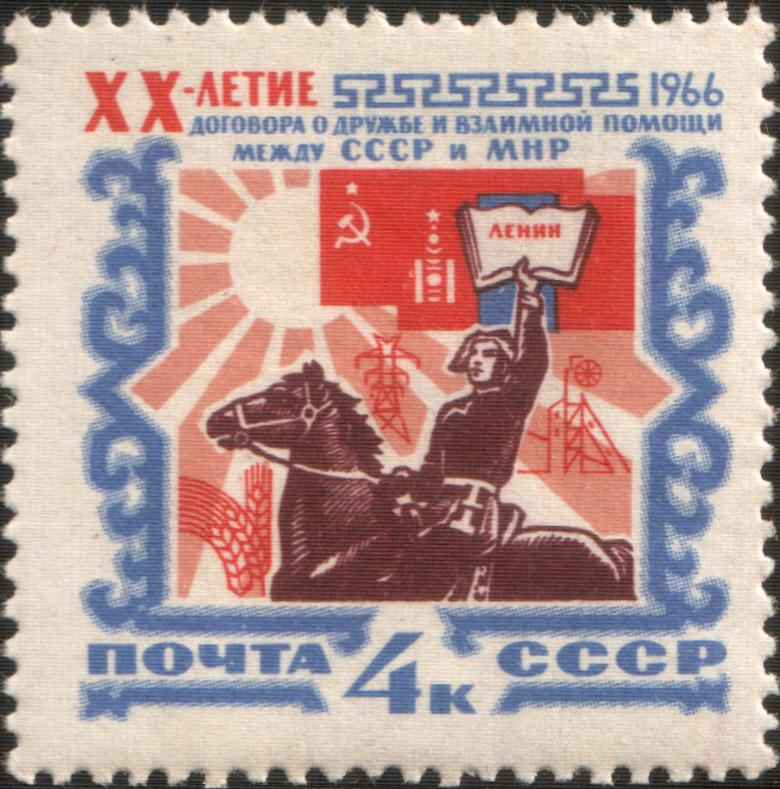
Почтовая марка СССР, 1966 год. 20 лет Договору о дружбе и взаимной помощи между СССР и МНР
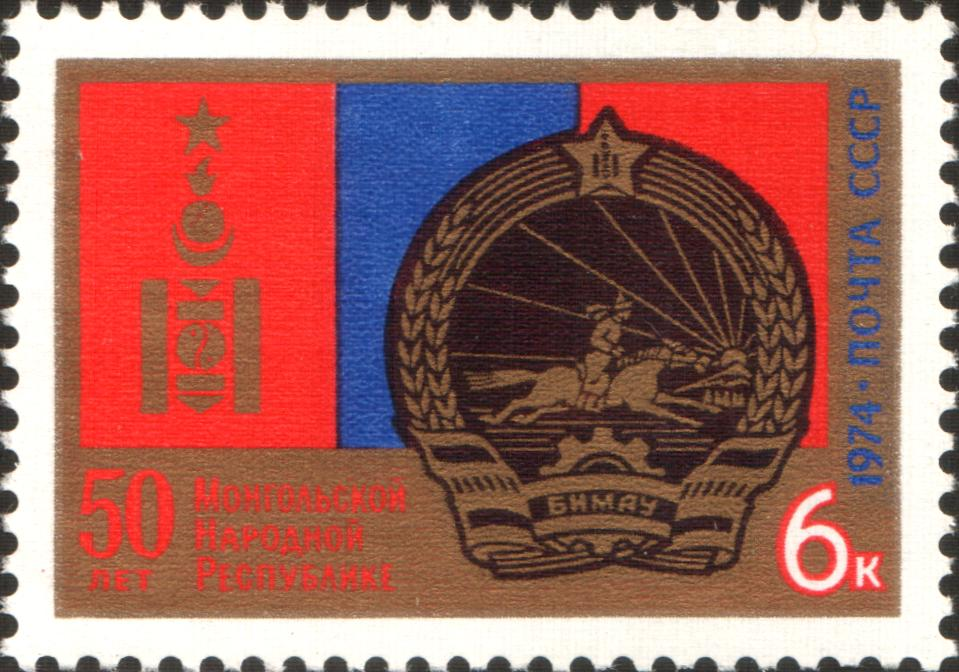
Почтовая марка СССР, 1974 год
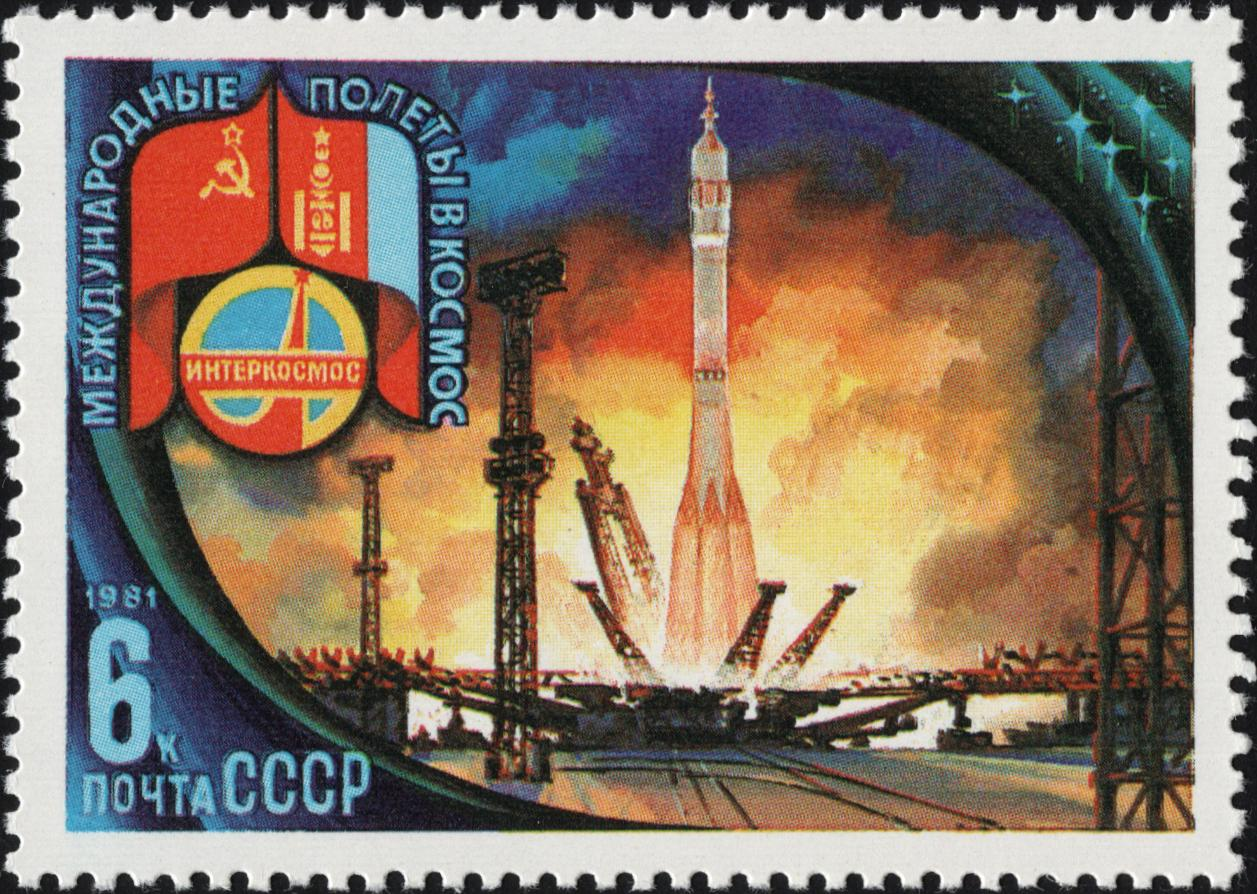
Старт космического корабля Союз-39 с советско-монгольским экипажем. Почтовая марка СССР, 1981 год
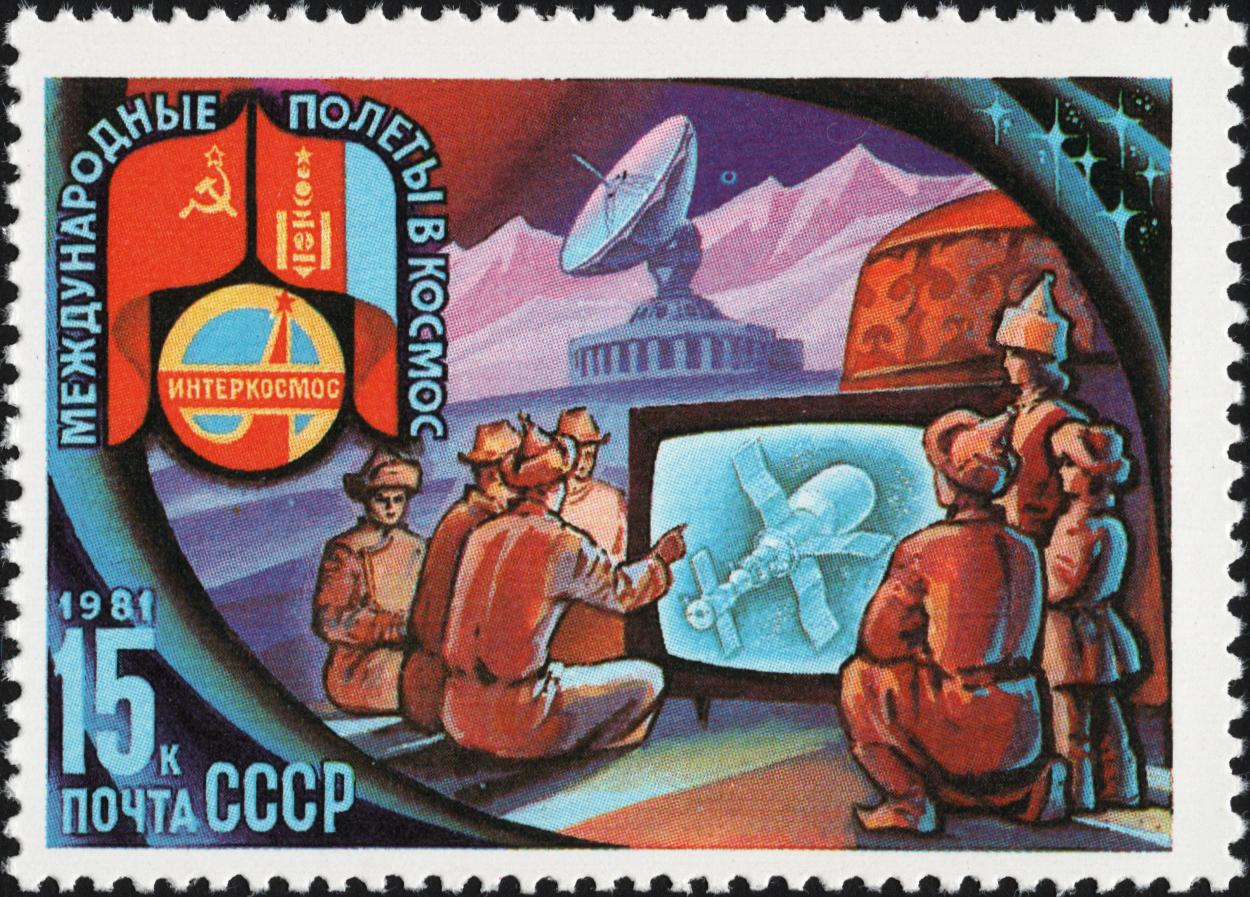
Станция «Орбита» в МНР. Почтовая марка СССР, 1981 год
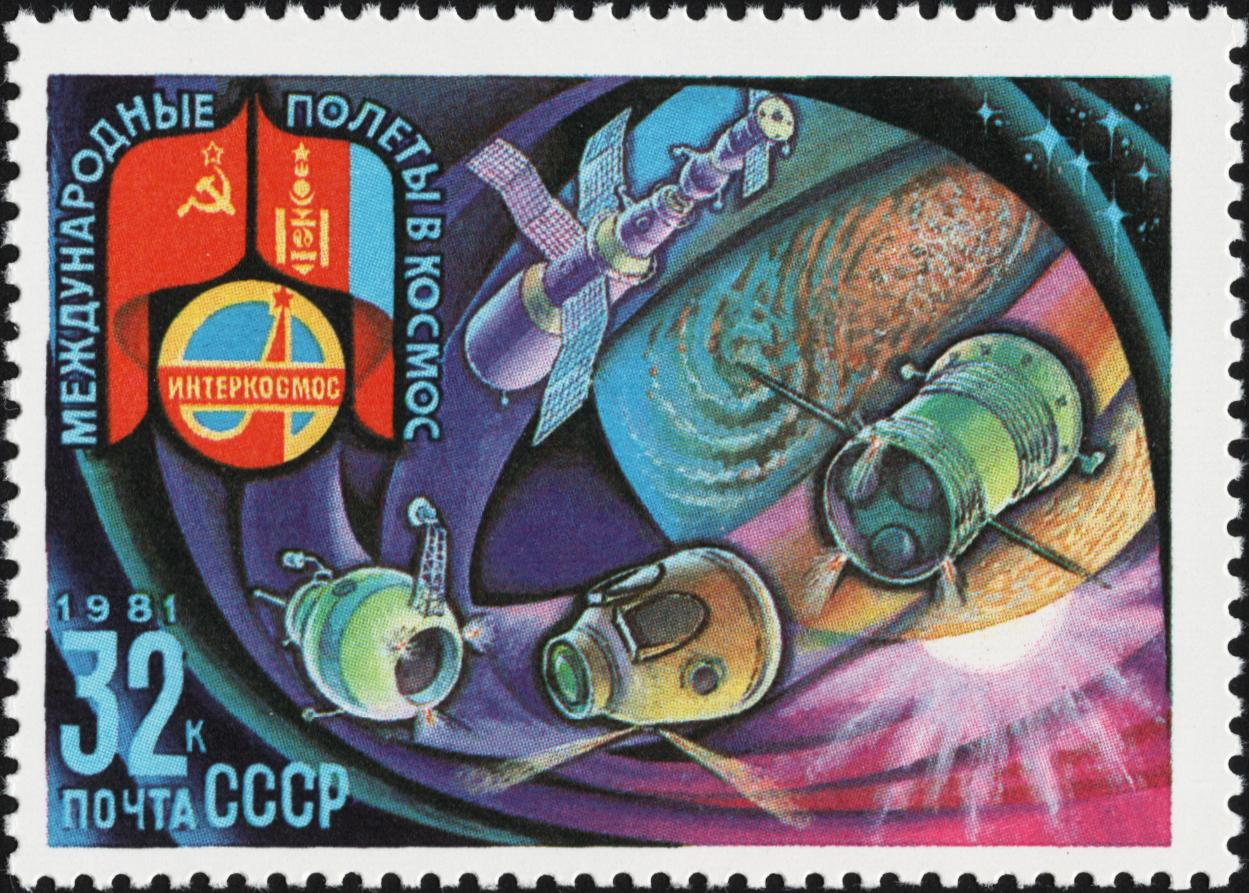
Отделение спускаемого модуля. Почтовая марка СССР, 1981 год
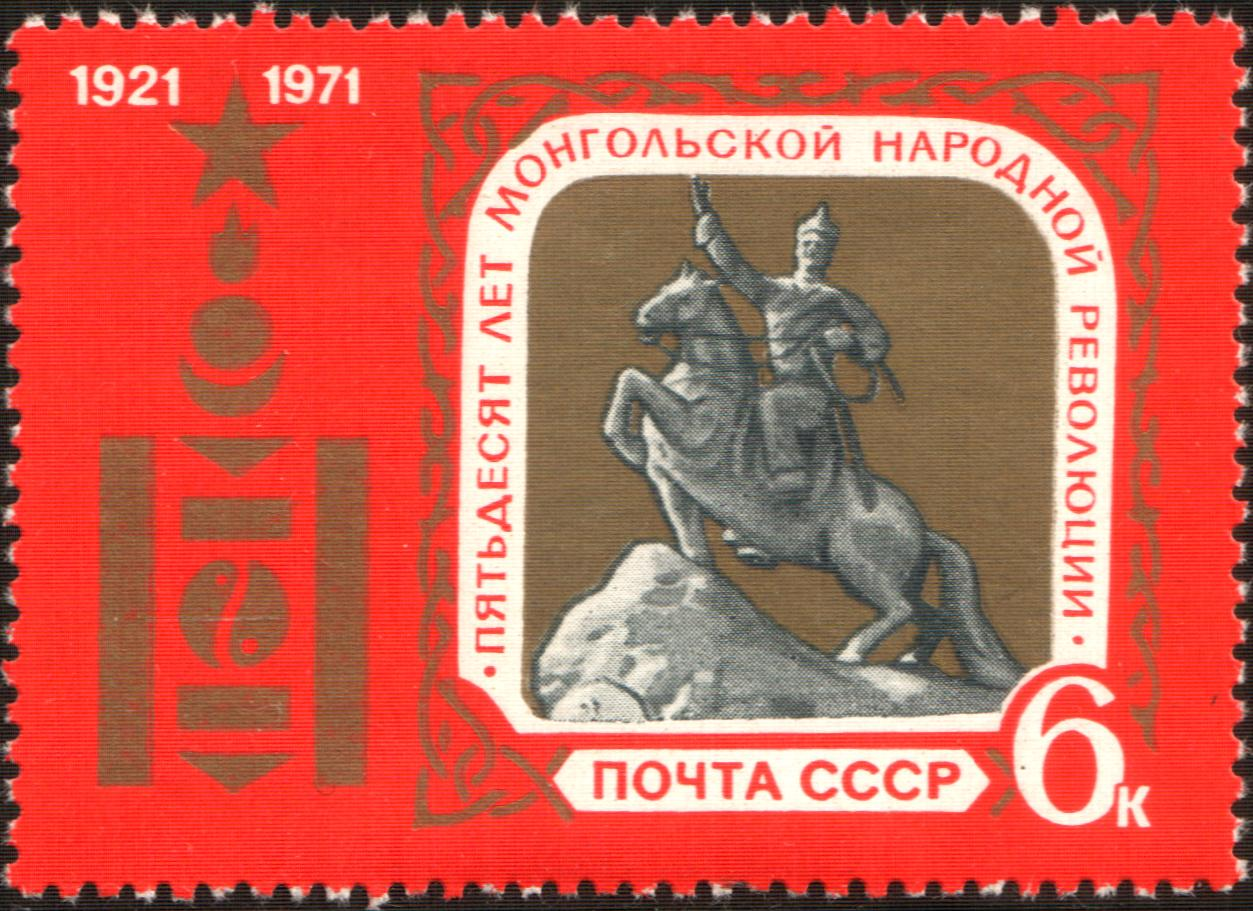
50-летие МНР
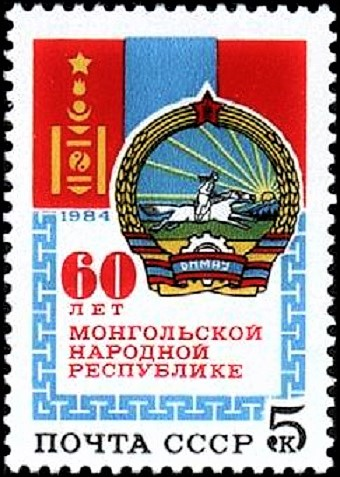
60-летие МНР. Государственные герб и флаг Республики. Почтовая марка СССР, 1984 год